# Adesmia jilesiana
Adesmia jilesiana är en ärtväxtart som beskrevs av Arturo Erhardo Erardo Burkart. Adesmia jilesiana ingår i släktet Adesmia och familjen ärtväxter. Inga underarter finns listade i Catalogue of Life.